# كولي أ فولتورنو
كولي أ فولتورنو هي بلدية في مقاطعة إزرنية في منطقة مليزة بجنوب إيطاليا، وتقع على بعد حوالي 45 كيلومتر (28 ميل) غرب كمبباسة وحوالي 11 كيلومتر (7 ميل) غرب إزرنية. اعتبارًا من 31 ديسمبر 2004، كان عدد سكانها 1،377 نسمة ومساحتها 24.3 كيلومتر مربع (9.4 ميل2). 
تقع البلدية على حدود البلديات التالية: سيرو آل فولتورنو، فيلينيانو، فورنيلي، ماكيا دي إزرنية، مونتاكويلا، مونتيرودوني، روكيتا أ فولتورنو، سكابولي.